# Aloculatia
Aloculatia is een geslacht van uitgestorven kreeftachtigen uit de klasse van de Ostracoda (mosselkreeftjes).

## Soorten
- Aloculatia brevisulcata Schallreuter, 1983 †
- Aloculatia hartmanni Schallreuter, 1976 †
- Aloculatia norvegica (Qvale, 1980) Schallreuter, 1983 †